# Masters de Shanghái 2023
El Shanghai Rolex Masters 2023 fue un torneo de tenis masculino que se jugará en octubre de 2023 sobre pista dura. Fue la 12.ª edición del llamado Masters de Shanghai, patrocinado por Rolex. Tuvo lugar en Shanghái (China).
Esta fue la primera edición celebrada desde 2019, ya que las ediciones intermedias fueron canceladas debido a la pandemia de COVID-19. Además, fue el primer año en que el cuadro principal de individuales se amplió de 56 a 96 jugadores.

## Puntos y premios en efectivo

### Distribución de puntos
| Evento                  | G    | F   | SF  | CF  | R16 | R32 | R64 | R128 | C  | C2 | C1 |
| Individuales masculinos | 1000 | 600 | 360 | 180 | 90  | 45  | 25  | 10   | 16 | 8  | 0  |
| Dobles masculinos       | 1000 | 600 | 360 | 180 | 90  | 0   | 0   | —    | —  | —  | —  |

### Premios en efectivo
| Evento                  | G          | F        | SF       | CF       | R16     | R32     | R64     | R128    | C2     | C1     |
| Individuales masculinos | $1 262 220 | $662 360 | $352 635 | $184 465 | $96 955 | $55 770 | $30 855 | $18 860 | $9 440 | $5 150 |
| Dobles masculinos       | $436 730   | $231 660 | $123 550 | $62 630  | $33 460 | $18 020 | —       | —       | —      | —      |

## Cabezas de serie
Debido a que el torneo no se celebró en 2022, la columna de puntos por defender refleja los puntos de los torneos celebrados durante las semanas del 3 de octubre y el 10 de octubre de 2022 (Astaná, Tokio, Florencia, Gijón y el ATP Challenger Tour 2022) o el 19º mejor resultado del jugador (entre paréntesis). 

### Individuales masculino
| N.º | Rank. | Tenista                 | Puntos | Puntos por defender | Puntos ganados | Nuevos puntos | Ronda hasta la que avanzó en el torneo             |
| 1   | 2     | Carlos Alcaraz          | 8715   | 0                   | 90             | 8805          | Cuarta ronda, perdió ante Grigor Dimitrov [18]     |
| 2   | 3     | Daniil Medvédev         | 7490   | 180                 | 45             | 7355          | Tercera ronda, perdió ante Sebastian Korda [26]    |
| 3   | 6     | Holger Rune             | 4640   | (90)                | 10             | 4560          | Segunda ronda, perdió ante Brandon Nakashima       |
| 4   | 5     | Stefanos Tsitsipas      | 4615   | 300                 | 45             | 4360          | Tercera ronda, perdió ante Ugo Humbert [32]        |
| 5   | 7     | Andrey Rublev           | 4550   | 350                 | 600            | 4800          | Final, perdió ante Hubert Hurkacz [16]             |
| 6   | 4     | Jannik Sinner           | 4910   | 0                   | 90             | 5000          | Cuarta ronda, perdió ante Ben Shelton [19]         |
| 7   | 8     | Taylor Fritz            | 3955   | 500                 | 45             | 3500          | Tercera ronda, perdió ante Diego Schwartzman [WC]  |
| 8   | 9     | Casper Ruud             | 3605   | (25)                | 90             | 3670          | Cuarta ronda, perdió ante Fábián Marozsán          |
| 9   | 10    | Alexander Zverev        | 3450   | 0                   | 10             | 3460          | Segunda ronda, perdió ante Román Safiulin          |
| 10  | 11    | Frances Tiafoe          | 2690   | 300                 | 10             | 2400          | Segunda ronda, perdió ante Lorenzo Sonego          |
| 11  | 12    | Álex de Miñaur          | 2685   | (45)                | 10             | 2650          | Segunda ronda, perdió ante Fábián Marozsán         |
| 12  | 13    | Tommy Paul              | 2660   | 45                  | 90             | 2705          | Cuarta ronda, perdió ante Andrey Rublev [5]        |
| 13  | 14    | Karen Khachanov         | 2385   | 90                  | 45             | 2340          | Tercera ronda, perdió ante Grigor Dimitrov [18]    |
| 14  | 15    | Félix Auger-Aliassime   | 2340   | 250                 | 10             | 2100          | Segunda ronda, perdió ante Márton Fucsovics        |
| 15  | 16    | Cameron Norrie          | 2020   | (45)                | 10             | 1985          | Segunda ronda, perdió ante Jeffrey John Wolf       |
| 16  | 17    | Hubert Hurkacz          | 1990   | 90                  | 1000           | 2900          | Campeón, venció a Andrey Rublev [5]                |
| 17  | 18    | Lorenzo Musetti         | 1925   | 90                  | 10             | 1845          | Segunda ronda, perdió ante Yu Hsiou Hsu [Q]        |
| 18  | 19    | Grigor Dimitrov         | 1880   | (45)                | 360            | 2195          | Semifinales, perdió ante Andrey Rublev [5]         |
| 19  | 20    | Ben Shelton             | 1735   | 50                  | 180            | 1865          | Cuartos de final, perdió ante Sebastian Korda [26] |
| 20  | 21    | Francisco Cerúndolo     | 1635   | (45)                | 90             | 1680          | Cuarta ronda, perdió ante Sebastian Korda [26]     |
| 21  | 27    | Jan-Lennard Struff      | 1462   | (25)                | 10             | 1447          | Segunda ronda, perdió ante Matteo Arnaldi          |
| 22  | 22    | Nicolás Jarry           | 1552   | (0)                 | 180            | 1732          | Cuartos de final, perdió ante Grigor Dimitrov [18] |
| 23  | 24    | Tallon Griekspoor       | 1481   | (16)                | 10             | 1475          | Segunda ronda, se retiró ante Dušan Lajović        |
| 24  | 25    | Alejandro Davidovich    | 1470   | (20)                | 10             | 1460          | Segunda ronda, perdió ante Arthur Fils             |
| 25  | 29    | Sebastián Báez          | 1375   | (10)                | 45             | 1410          | Tercera ronda, perdió ante Jannik Sinner [6]       |
| 26  | 26    | Sebastian Korda         | 1470   | 150                 | 360            | 1680          | Semifinales, perdió ante Hubert Hurkacz [16]       |
| 27  | 30    | Jiří Lehečka            | 1367   | (20)                | 10             | 1357          | Segunda ronda, perdió ante Diego Schwartzman [WC]  |
| 28  | 31    | Tomás Martín Etcheverry | 1346   | (15)                | 10             | 1341          | Segunda ronda, perdió ante Zhizhen Zhang           |
| 29  | 32    | Christopher Eubanks     | 1313   | 30                  | 45             | 1328          | Tercera ronda, perdió ante Casper Ruud [8]         |
| 30  | 33    | Daniel Evans            | 1301   | 45                  | 45             | 1301          | Tercera ronda, perdió ante Carlos Alcaraz [1]      |
| 31  | 23    | Adrian Mannarino        | 1526   | 90                  | 45             | 1481          | Tercera ronda, perdió ante Andrey Rublev [5]       |
| 32  | 34    | Ugo Humbert             | 1256   | 36                  | 180            | 1400          | Cuartos de final, perdió ante Andrey Rublev [5]    |

- Ranking del 2 de octubre de 2023.[4]

#### Bajas
| Rank. | Tenista          | Puntos antes | Puntos por defender | Puntos ganados | Puntos después | Motivo                |
| ----- | ---------------- | ------------ | ------------------- | -------------- | -------------- | --------------------- |
| 1     | Novak Djokovic   | 11 545       | 500                 | 0              | 11 045         | Descanso.             |
| 28    | Borna Ćorić      | 1415         | 90                  | 0              | 1325           | Problemas físicos.    |
| 37    | Denis Shapovalov | 1175         | 180                 | 0              | 995            | Lesión en la rodilla. |

### Dobles masculino
| Tenista                                  | Ranking | Preclasificado |
| Ivan Dodig Austin Krajicek               | 3       | 1              |
| Wesley Koolhof Neal Skupski              | 7       | 2              |
| Rajeev Ram Joe Salisbury                 | 11      | 3              |
| Rohan Bopanna Matthew Ebden              | 15      | 4              |
| Máximo González Andrés Molteni           | 19      | 5              |
| Santiago González Édouard Roger-Vasselin | 23      | 6              |
| Marcel Granollers Horacio Zeballos       | 28      | 7              |
| Marcelo Arévalo Jean-Julien Rojer        | 32      | 8              |

## Campeones

### Individual masculino
Hubert Hurkacz venció a  Andrey Rublev por 6-3, 3-6, 7-6(10-8)

### Dobles masculino
Marcel Granollers /  Horacio Zeballos vencieron a  Rohan Bopanna /  Matthew Ebden por 5-7, 6-2, [10-7]